# Марікана
Марікана — родовище і рудник платиноїдів в ПАР, у Західному секторі Бушвелда. Локалізоване в рифі Меренського в 10-12 км східніше родовища платиноїдів Крундал. Рудник став до ладу в 2002 року.

## Характеристика
Запаси для підземного видобування становлять 15.5 млн т руди із вмістом МПГ 3.53 г/т, або 55 т МПГ, для відкритих робіт — 18.2 млн т руди з вмістом МПГ 3.94 г/т (в тому числі платини — 2.58 г/т, паладію — 1.32 г/т), або 71 т МПГ; всього 126 т платиноїдів. Руди родовища містять також попутні золото, нікель, мідь і кобальт. Початковий видобуток: щорічно до 2.9 т платини, 1.5 т паладі. і 0.5 т родію — разом близько 5 т платиноїдів.

## Технологія розробки
З 2001 року на родовищі Марікана будується рудник (похила шахта і кар'єр глибиною 180 м).